# Mariluz de Colombia
María De La Luz Barrera Vinales (Ponferrada, León, 8 de enero de 1951), conocida artísticamente como Mariluz de Colombia, es una cantante y actriz colombo-española reconocida por su extensa carrera en la música, la televisión y el teatro colombiano. Alcanzó la fama inicialmente como integrante del programa "El Club del Clan" en la década de 1960.

## Biografía

### Primeros años
Mariluz nació en Ponferrada, un pueblo minero de la provincia de León, España. En 1954, Julián Barrera su padre, emigró al país huyendo de la guerra civil española. Desde temprana edad mostró talento musical, destacándose en el coro del colegio "El Perpetuo Socorro" por su voz potente y melodiosa. A los 10 años, manifestó su deseo de dedicarse al canto.

### Carrera
Su carrera comenzó tras participar en un concurso de talentos patrocinado por Gaseosas Kiss, donde llamó la atención de Guillermo Hinestroza, creador del programa "El Club del Clan", quien facilitó su ingreso al mismo.
En la década de 1960, Mariluz se convirtió en una de las figuras principales de "El Club del Clan", un popular programa de radio y televisión colombiano que también lanzó las carreras de otros artistas como Claudia de Colombia, Vicky y Óscar Golden.

### Televisión
En 1969, a los 18 años, viajó a España para estudiar Arte Dramático. Su carrera en televisión incluye papeles destacados en:
Piel de Zapa (1979) - Protagonista
Las heroínas (1984) - Como María de los Remedios Aguilar
Los Cuervos (1984)

### Películas
En cine actuó como cantante en la película colombiana-mexicana Los jaguares contra el invasor misterioso (1975). En 2014 Interpretó a Armilda madre de Pablo Escobar en la película "Escobar: paraíso perdido", junto a Benicio del Toro.

### Teatro
Sus participaciones teatrales más recientes incluyen:
Eternamente diva (2009, musical)
Aguanile (2018, musical)
Cuando los años pasen (2023)

### Música
Como intérprete, se especializó en música romántica, baladas y boleros. Entre sus éxitos más notables se encuentran:
Palabras, palabras
Si dejaras de quererme
Con toda el alma

## Vida personal
Estuvo casada durante cuatro décadas con el director santandereano Roberto Reyes (1949-2020), conocido por dirigir la serie "Padres e hijos". La pareja tuvo tres hijos y colaboró en diversos proyectos de teatro y televisión.
En sus últimos años, la pareja se estableció en una finca en Fusagasugá, Cundinamarca, buscando un clima más favorable para la salud de Roberto. Tras el fallecimiento de su esposo a finales de 2020 debido a problemas cardíacos, durante la pandemia de COVID-19, Mariluz decidió permanecer en Fusagasugá, donde continúa residiendo y manteniéndose activa en el teatro y la música.